# Пеннер, Дастин
Дастин Пеннер (англ. Dustin Penner; 28 сентября 1982, Винклер, Канада) — канадский хоккеист, левый нападающий. Двукратный обладатель Кубка Стэнли.

## Игровая карьера
На драфте НХЛ не был выбран ни одной командой. 12 мая 2004 года он подписал контракт новичка с командой НХЛ «Майти Дакс оф Анахайм». Дебют Пеннера в НХЛ состоялся 23 ноября 2005 года в матче против «Даллас Старз». Уже в следующем матче, против «Детройт Ред Уингз», он набрал первое очко за результативную передачу, а 30 ноября открыл счет заброшенным шайбам, сделав дубль в ворота Давида Ленево из «Финикс Койотис». В следующем сезоне Дастин Пеннер провел все 82 игры регулярного чемпионата и 21 игру плей-офф и выиграл вместе с командой свой первый «Кубок Стэнли».
По окончании чемпионского сезона Пеннер стал ограниченно свободным агентом. «Эдмонтон Ойлерз» предложили ему контракт на пять лет и сумму 21,5 млн долларов. Чтобы удержать хоккеиста у себя, «Дакс» должны были повторить это предложение «нефтяников», но делать этого не стали. Так, Пеннер перешёл в «Ойлерз», а взамен «Анахайм» получил три выбора на драфте 2008 года — в первом (пик обменян в «Баффало», который выбрал Тайлера Майерса), втором (Джастин Шульц) и третьем раундах (пик обменян в «Айлендерс», которые выбрали Кирилла Петрова).
Летом 2009 года «Эдмонтон» хотел выменять у «Оттавы Сенаторз» нападающего Дэни Хитли, отдав взамен защитника Ладислава Шмида, а также нападающих Эндрю Кольяно и Дастина Пеннера. Но Хитли сам отказался от этого обмена, сославшись на пункт о запрете обмена без согласия игрока. Генеральный менеджер «Эдмонтона» Стив Тамбеллини выразил недовольство тем, что «Оттава» огласила имена хоккеистов, предложенных «Ойлерз» за Хитли.
1 марта 2010 года «Эдмонтон» обменял Пеннера в «Лос-Анджелес Кингз» на Колтена Тюбера и два выбора на драфтах — в первом раунде 2011 года (Оскар Клефбом) и в третьем раунде 2012 года (Даниил Жарков). В составе «Кингз» Дастин Пеннер выиграл свой второй Кубок Стенли; в 2012 году Пеннер набрал 11 очков в 20 матчах, что является его лучшим показателем в плей-офф. 1 июля 2012 года Пеннер продлил на год контракт с «Лос-Анджелесом».
17 июля 2013 года Пеннер в качестве свободного агента перешёл в «Анахайм Дакс», подписав контракт на один год.
4 марта 2014 года Пеннер перешёл в «Вашингтон Кэпиталз». Взамен «утки» получили право выбора в четвёртом раунде драфта 2014 года.
По окончании сезона Пеннер стал неограниченно свободным агентом, но ни один клуб НХЛ не предложил ему контракт.